# Остров (Шептицкий район)
Остров (укр. Острів) — село в Червоноградской городской общине Шептицкого района Львовской области Украины.
Население по переписи 2001 года составляло 1849 человек. Занимает площадь 3,476 км². Почтовый индекс — 80051. Телефонный код — 32 57 52.